# Kurt Nordfors
Kurt Anders Nils Nordfors, född 24 oktober 1898 i Åbo, död 14 april 1968 i Helsingfors, var en finländsk tidningsman och politiker.
Nordfors gjorde under 1920- och 1930-talen en mångsidig insats som journalist; han var bland annat anställd vid Finska Notisbyrån 1925–1927 och 1930–1933 samt chefredaktör för tidningen Nyland 1933–1941. Han bedrev från 1942 en uppmärksammad social upplysningsverksamhet i radio genom att besvara lyssnarbrev riktade till Peter Snagg. 1927–1930 var Nordfors regissör vid Svenska Teatern.
Han var riksdagsman (Svenska folkpartiet) 1951–1966 och valdes 1955 till ordförande för Svensk socialliberal samling, en vänsterfraktion inom Svenska folkpartiet.

## Teater

### Regi (ej komplett)
| År   | Produktion                                           | Upphovsmän                                   | Teater                       |
| ---- | ---------------------------------------------------- | -------------------------------------------- | ---------------------------- |
| 1928 | Världens vackraste ögon Les plus beaux yeux du monde | Jean Sarment Översättning Raoul af Hällström | Svenska Teatern, Helsingfors |